# Homeochlorata chiriquina
Homeochlorata chiriquina är en skalbaggsart som beskrevs av Ohaus 1905. Homeochlorata chiriquina ingår i släktet Homeochlorata och familjen Rutelidae. Inga underarter finns listade i Catalogue of Life.